# Oigny-en-Valois
Oigny-en-Valois és un municipi francès situat al departament de l'Aisne i a la regió dels Alts de França. L'any 2007 tenia 159 habitants.

## Demografia

### Població
El 2007 la població de fet d'Oigny-en-Valois era de 159 persones. Hi havia 73 famílies de les quals 26 eren unipersonals (9 homes vivint sols i 17 dones vivint soles), 17 parelles sense fills, 17 parelles amb fills i 13 famílies monoparentals amb fills.
La població ha evolucionat segons el següent gràfic:
Habitants censats

### Habitatges
El 2007 hi havia 104 habitatges, 74 eren l'habitatge principal de la família, 24 eren segones residències i 6 estaven desocupats. Tots els 104 habitatges eren cases. Dels 74 habitatges principals, 70 estaven ocupats pels seus propietaris i 4 estaven cedits a títol gratuït; 2 tenien dues cambres, 5 en tenien tres, 15 en tenien quatre i 51 en tenien cinc o més. 54 habitatges disposaven pel capbaix d'una plaça de pàrquing. A 22 habitatges hi havia un automòbil i a 44 n'hi havia dos o més.

### Piràmide de població
La piràmide de població per edats i sexe el 2009 era:
| Homes | Edats   | Dones |
| ----- | ------- | ----- |
| 0     | 95 o +  | 0     |
| 0     | 90 a 94 | 0     |
| 0     | 85 a 89 | 0     |
| 0     | 80 a 84 | 4     |
| 4     | 75 a 79 | 8     |
| 4     | 70 a 74 | 4     |
| 0     | 65 a 69 | 4     |
| 8     | 60 a 64 | 4     |
| 0     | 55 a 59 | 0     |
| 0     | 50 a 54 | 4     |
| 12    | 45 a 49 | 4     |
| 8     | 40 a 44 | 8     |
| 4     | 35 a 39 | 8     |
| 8     | 30 a 34 | 4     |
| 4     | 25 a 29 | 0     |
| 0     | 20 a 24 | 4     |
| 12    | 15 a 19 | 12    |
| 8     | 10 a 14 | 12    |
| 8     | 5 a 9   | 8     |
| 0     | 0 a 4   | 0     |

## Economia
El 2007 la població en edat de treballar era de 116 persones, 81 eren actives i 35 eren inactives. De les 81 persones actives 76 estaven ocupades (48 homes i 28 dones) i 4 estaven aturades (1 home i 3 dones). De les 35 persones inactives 13 estaven jubilades, 11 estaven estudiant i 11 estaven classificades com a «altres inactius».

### Ingressos
El 2009 a Oigny-en-Valois hi havia 68 unitats fiscals que integraven 167,5 persones, la mediana anual d'ingressos fiscals per persona era de 25.133 €.

### Activitats econòmiques
Dels 7 establiments que hi havia el 2007, 1 era d'una empresa de construcció, 1 d'una empresa de comerç i reparació d'automòbils, 1 d'una empresa financera, 3 d'empreses immobiliàries i 1 d'una empresa de serveis.
L'únic servei als particulars que hi havia el 2009 era un guixaire pintor.
L'any 2000 a Oigny-en-Valois hi havia 4 explotacions agrícoles.

## Poblacions més properes
El següent diagrama mostra les poblacions més properes.